# Santiago Tianguistenco
Santiago Tianguistenco è un comune del Messico, situato nello stato di Messico.